# گلستان، ناحیه شهرستان
گلستان (ناحیۀ شهرستان) که پیشتر قاراپچی (به لاتین: Karapchi) نامیده می‌شد، یک منطقهٔ مسکونی در تاجیکستان است که در ولایت سغد واقع شده‌است.